# Lisa Roman
Lisa Carrie Elizabeth Roman (Surrey (Columbia Britannica), 17 settembre 1989) è una canottiera canadese, campionessa olimpica nell'otto a Tokyo 2020.

## Biografia
Ha rappresentato il Canada ai Giochi olimpici estivi di Rio de Janeiro 2016, classificandosi 5ª nell'otto con Cristy Nurse, Antje Von Seydlitz-Kurzbach, Christine Roper, Lauren Wilkinson, Susanne Grainger, Natalie Mastracci, Caileigh Filmer e Lesley Thompson-Willie.
Ha fatto la sua seconda apparizione olimpica a Tokyo 2020, dove ha vinto la medaglia d'oro nell'otto con Kasia Gruchalla-Wesierski, Christine Roper, Andrea Proske, Susanne Grainger, Madison Mailey, Sydney Payne, Avalon Wasteneys e Kristen Kit.

## Palmarès
- Giochi olimpici estivi

Tokyo 2020: oro nell'otto;
- Mondiali

Chungju 2013: bronzo nell'otto;
Amsterdam 2014: argento nell'otto;
Aiguebelette-le-Lac 2015: bronzo nell'otto;
Sarasota 2017: argento nell'otto;
Plovdiv 2018: argento nell'otto;